# Fuori c'è un mondo
Fuori c'è un mondo è un film del 2017 diretto da Giovanni Galletta.

## Trama
Gabriele, giovane proprietario di un ristorante, nonché scrittore in crisi esistenziale, un giorno viene colto da un malore. Lorenzo, un clochard, soccorre il ragazzo e i due diventano amici. Gabriele, per ripagare l'uomo, decide di fargli un favore: assume Valentina, la figlia di Lorenzo, nel suo locale. Alcune insolite coincidenze li accomunano. La ragazza è ospitata nella canonica di una chiesa insieme ad Arianna, una ex prostituta salvata dalla strada dal parroco Don Daniele, che ha problemi di natura spirituale. Lorenzo farà una scelta, a cui faranno seguito degli eventi inaspettati che cambieranno le loro vite per sempre.

## Distribuzione
La pellicola è stata distribuita nelle sale cinematografiche italiane a partire dal 14 settembre 2017.

## Riconoscimenti
- 2017 - WorldFest Houston Independent Film Festival Remi platinum award
- 2017 - London Independent Film Award Best Feature film[4]